# Syngrapha norrlandica
Syngrapha norrlandica är en fjärilsart som beskrevs av Schulte 1956. Syngrapha norrlandica ingår i släktet Syngrapha och familjen nattflyn. Inga underarter finns listade i Catalogue of Life.